# 王文林
王 文林（おう ぶんりん、生没年不詳）は、高句麗に帰化していた中国人の将軍。官位は「西部将」。高句麗に臣として死節を尽くした。

## 人物
十七世の祖の王烈は、中国後漢の将軍。曹操の招聘に応じず、戦乱を避けて遼東で暮らした。その後、遼東が乱れると、一族は東夷に散らばる。
王文林の八世の孫の王楽徳は、渤海国で暮らしたが、遼太祖が渤海国を征服すると、息子とともに東丹王を奉じて遼陽に移住した。王楽徳の曾孫・王継遠は、東丹王に仕えて翰林学士となる。王継遠の後裔は王庭筠である。